# Superintercanvi

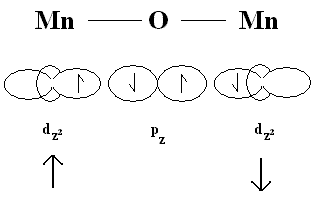
Superintercanvi per MnO.

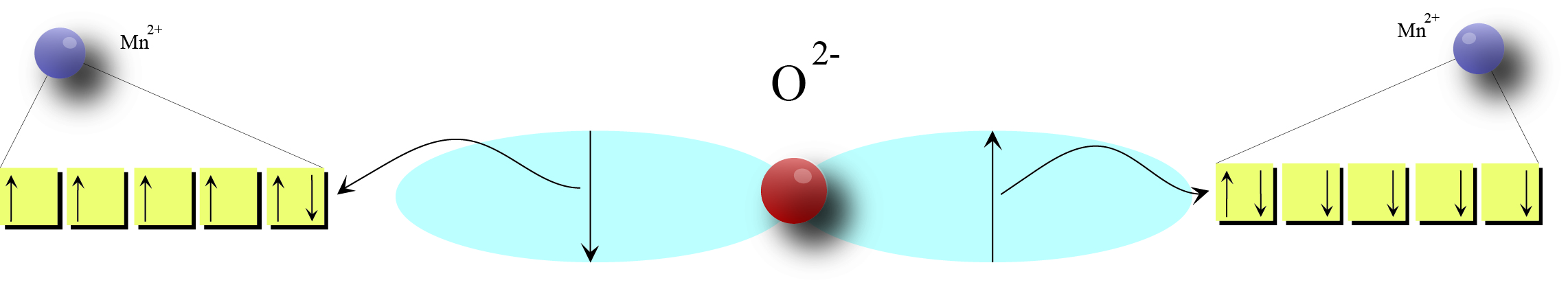
Mecanisme d'intercanvi indirecte sobre l'exemple de Mn-O-Mn.

El superintercanvi, o superintercanvi de Kramers-Anderson, és el fort (generalment) acoblament antiferromagnètic entre dos cations veïns més propers a través d'un anió no magnètic. D'aquesta manera, es diferencia de l'intercanvi directe, en què hi ha acoblament entre cations veïns més propers que no impliquen un anió intermediari. El superintercanvi és el resultat del fet que els electrons provenen del mateix àtom donant i estan acoblats amb els spins dels ions receptors. Si els dos ions positius veïns més propers estan connectats a 90 graus a l'anió no magnètic de pont, aleshores la interacció pot ser una interacció ferromagnètica.
El superintercanvi va ser proposat per Hendrik Kramers l'any 1934, quan es va adonar que en cristalls com MnO, hi ha àtoms de Mn que interactuen entre ells tot i tenir àtoms d'oxigen no magnètics entre ells. Phillip Anderson va perfeccionar més tard el model de Kramers el 1950.
John B. Goodenough i ja (Junjiro Kanamori) van desenvolupar un conjunt de regles semiempíriques als anys 50. Aquestes regles, ara conegudes com les regles de Goodenough-Kanamori, han demostrat un gran èxit en la racionalització de les propietats magnètiques d'una àmplia gamma de materials a nivell qualitatiu. Es basen en les relacions de simetria i l'ocupació d'electrons dels orbitals atòmics superposats (suposant que el model localitzat de Heitler–Londres, o enllaç de valència, és més representatiu de l'enllaç químic que el model deslocalitzat, o Hund–Mulliken–Bloch). Essencialment, el principi d'exclusió de Pauli dicta que entre dos ions magnètics amb orbitals mig ocupats, que s'acoblen mitjançant un ió no magnètic intermediari (per exemple O2−), el superintercanvi serà fortament antiferromagnètic mentre que l'acoblament entre un ió amb un orbital ple i un amb un orbital mig ple serà ferromagnètic. L'acoblament entre un ió amb un orbital mig ple o ple i un amb un orbital vacant pot ser antiferromagnètic o ferromagnètic, però generalment afavoreix el ferromagnètic. Quan hi ha múltiples tipus d'interaccions simultàniament, l'antiferromagnètica és generalment dominant, ja que és independent del terme d'intercanvi intraatòmic. Per a casos simples, les regles de Goodenough-Kanamori permeten fàcilment la predicció de l'intercanvi magnètic net esperat per a l'acoblament entre ions. Les complicacions comencen a sorgir en diverses situacions: 1)quan els mecanismes d'intercanvi directe i de superintercanvi competeixen entre ells; 2)quan l'angle d'enllaç catió-anió-catió es desvia de 180°; 3)quan l'ocupació d'electrons dels orbitals és no estàtica, o dinàmica; i 4)quan l'acoblament gir-òrbita esdevé important.
El doble intercanvi és una interacció d'acoblament magnètic relacionada proposada per Clarence Zener per tenir en compte les propietats de transport elèctric. Es diferencia del superintercanvi de la següent manera: en el superintercanvi, l'ocupació de la capa d dels dos ions metàl·lics és la mateixa o difereix en dos, i els electrons estan localitzats. Per a altres ocupacions (doble intercanvi), els electrons són itinerants (deslocalitzats); això fa que el material mostri un acoblament d'intercanvi magnètic, així com una conductivitat metàl·lica.